# Gerem
Gerem is een bestuurslaag in het regentschap Cilegon van de provincie Banten, Indonesië. Gerem telt 13.884 inwoners (volkstelling 2010).